# Lipik
Lipik ist eine Stadt in der Gespanschaft Požega-Slawonien im Osten Kroatiens. Neben dem gleichnamigen Hauptort umfasst die Gemeinde fünfundzwanzig weitere Siedlungen. Sie hat 5.721 Einwohner (2021), davon 1.967 Einwohner im Hauptort.
Der Kurort liegt am Fuße des Psunj (984 m) und besitzt eine Thermalquelle. Außerdem befindet sich hier ein Staatsgestüt für Lipizzaner.

## Orte der Gemeinde
Folgende Orte und Ansiedlungen gehören zur Gemeinde Lipik (mit Einwohnerzahl in Klammern, Stand 2011):

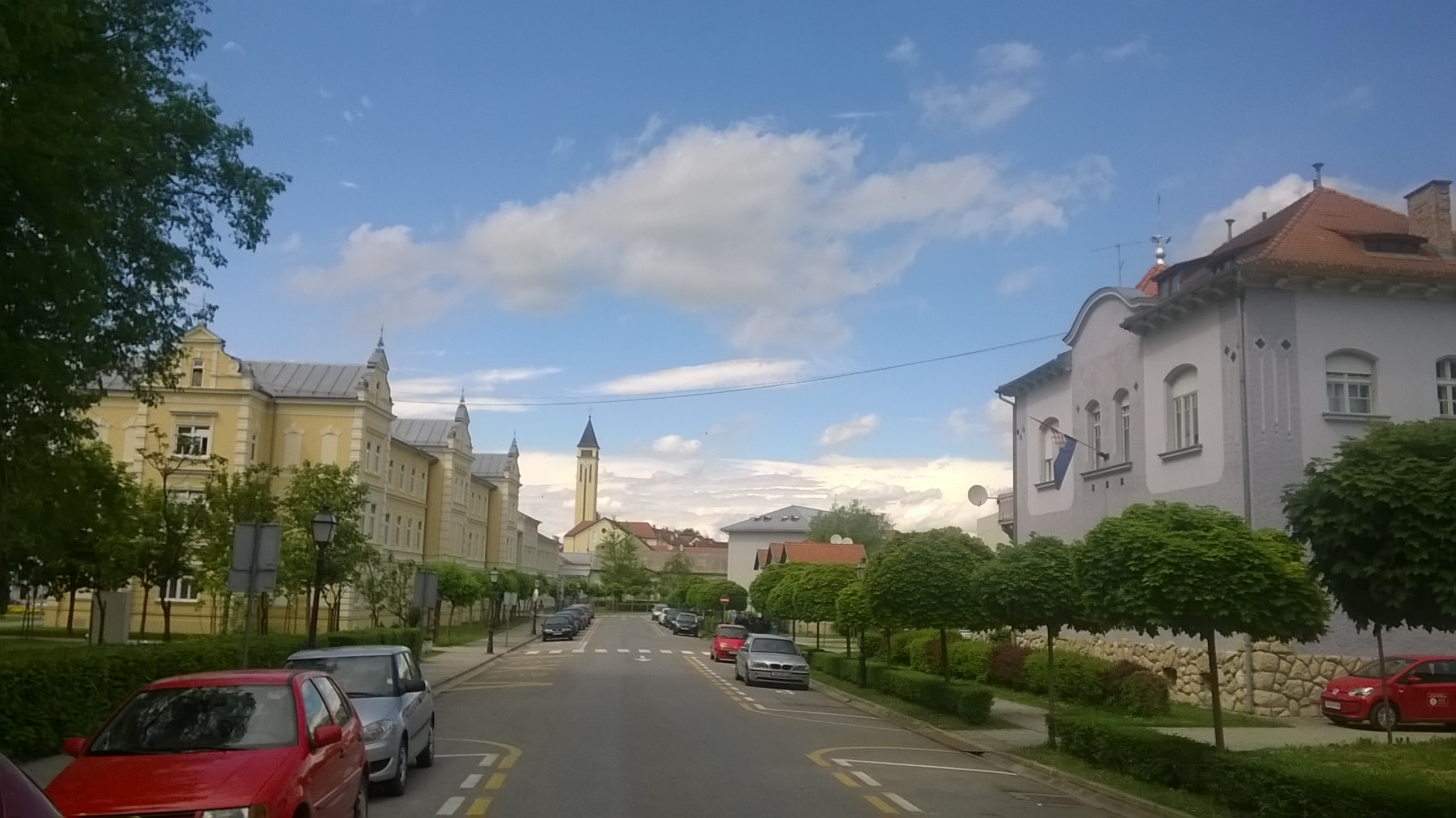
Zentrum von Lipik mit Kurhaus (links) und katholischer Kirche

| - Antunovac (363) - Bjelanovac (12) - Brekinska (126) - Brezine (221) - Bujavica (33) - Bukovčani (17) - Dobrovac (358) - Donji Čaglić (266) - Filipovac (373) - Gaj (324) - Gornji Čaglić (19) - Jagma (41) - Japaga (174) | - Klisa (73) - Korita (9) - Kovačevac (29) - Kukunjevac (233) - Lipik (2,258) - Livađani (7) - Marino Selo (312) - Poljana (547) - Ribnjaci (34) - Skenderovci (4) - Strižičevac (18) - Subocka (12) - Šeovica (307) |

## Politik

### Kommunalwahlen
Bei der Kommunalwahl vom 16. Mai 2021 waren 4.878 Bürgerinnen und Bürger in Lipik wahlberechtigt und aufgefordert den neuen Gemeinderat sowie den neuen Bürgermeister zu wählen, wovon 2.261 Menschen ihr Wahlrecht nutzten. Dabei gab es insgesamt 2.184 (96,59 %) gültige und 77 (3,41 %) ungültige Stimmen. Bei einer Wahlbeteiligung von 46,35 % kam es zu folgendem Ergebnis:
| Parteien und Wählergemeinschaften | Parteien und Wählergemeinschaften     | % 2021 | Stimmen 2021 | Sitze 2021 |
| HDZ                               | Hrvatska demokratska zajednica        | 52,6   | 1148         | 8          |
| DP                                | Domovinski pokret                     | 23,2   | 507          | 3          |
| HSS                               | Hrvatska seljačka stranka             | 13,9   | 304          | 2          |
| SDP                               | Socijaldemokratska partija Hrvatske   | 6,1    | 133          | 0          |
| SDSS                              | Samostalna demokratska srpska stranka | 4,2    | 92           | 0          |
| Gesamt                            | Gesamt                                | 100    | 2184         | 13         |
| Wahlbeteiligung                   | Wahlbeteiligung                       | 46,4 % | 46,4 %       | 46,4 %     |

### Bürgermeister
Bei der Wahl des Bürgermeisters im Mai 2021 waren die Einwohner in der Stadt Lipik aufgerufen, ein neues Oberhaupt zu wählen. Die Wahlbeteiligung lag bei 46,35 % und der amtierende Stadtchef Vinko Kasana wurde für seine dritte Amtszeit mit 1.548 Stimmen (71,6 %) bestätigt.

### Wappen
Das Wappen der Stadt Lipik in der Form eines Schildes mit grünem Hintergrund enthält weiter nach oben versetzt das Kurhotel und Wahrzeichen der Stadt. Darunter befindet sich ein Pferdekopf mit Blick nach links.

### Städtepartnerschaften
Partnerstädte von Lipik sind
| - Abano Terme in der Region Venetien in Italien - Čakovec in der Gespanschaft Međimurje in Kroatien - Coucy-le-Château im Département Aisne in Frankreich | - Igal im Kreis Kaposvár in Ungarn - Mljet (Gemeinde) in der Gespanschaft Dubrovnik-Neretva in Kroatien - Neustadt an der Aisch in Bayern in Deutschland |

## Bevölkerung
Die Einwohnerzahl lag laut Volkszählung 2011 zusammen mit allen Ortsteilen bei 6.170 Einwohnern, von denen 75,48 % Kroaten und 13,94 % Serben waren.
| Bevölkerungsentwicklung | Bevölkerungsentwicklung | Bevölkerungsentwicklung | Bevölkerungsentwicklung | Bevölkerungsentwicklung | Bevölkerungsentwicklung | Bevölkerungsentwicklung | Bevölkerungsentwicklung | Bevölkerungsentwicklung | Bevölkerungsentwicklung | Bevölkerungsentwicklung | Bevölkerungsentwicklung | Bevölkerungsentwicklung | Bevölkerungsentwicklung | Bevölkerungsentwicklung | Bevölkerungsentwicklung | Bevölkerungsentwicklung | Bevölkerungsentwicklung |
| ----------------------- | ----------------------- | ----------------------- | ----------------------- | ----------------------- | ----------------------- | ----------------------- | ----------------------- | ----------------------- | ----------------------- | ----------------------- | ----------------------- | ----------------------- | ----------------------- | ----------------------- | ----------------------- | ----------------------- | ----------------------- |
| 1857                    | 1869                    | 1880                    | 1890                    | 1900                    | 1910                    | 1921                    | 1931                    | 1948                    | 1953                    | 1961                    | 1971                    | 1981                    | 1991                    | 2001                    | 2011                    | 2021                    |                         |
| 228                     | 421                     | 567                     | 814                     | 971                     | 1188                    | 1180                    | 1198                    | 1407                    | 1562                    | 1694                    | 2554                    | 3243                    | 3725                    | 2300                    | 2258                    | 1967                    |                         |

## Sehenswürdigkeiten
- Die alte Grundschule wurde im Jahr 1886 erbaut. Das ehemalige Schulgebäude ist ein eingeschossiger und freistehender Bau im Stil des Klassizismus. Die erhaltene dekorative Fassade wurde mit Ziegeln auf Steinfundamenten errichtet. Die Dachkonstruktion des Gebäudes besteht aus Holz.[8]
- Die Villa Savić ist eine repräsentative Villa aus dem Jahr 1935. Bei dem Gebäude handelt sich um ein zweistöckiges Gebäude, das im Geiste des Historismus und des Jugendstils errichtet wurde. Die Villa ist unterkellert und auf Betonfundamenten gemauert. Die Deckenplatte über dem Keller besteht aus Stahlbeton, der Rest der Decken bestehen aus Holzbalken und die Treppe wurde aus vorgefertigtem Beton mit Stahltraversen angefertigt.[9]
- Das Lipizzanergestüt in Lipik stammt aus der ersten Hälfte des 19. Jahrhunderts. Auf dem Gelände befinden sich das Verwaltungsgebäude der Anlage, zwei Wohnhäuser sowie mehrere Stallungen und Pferdekoppeln. Bis 1915 wurden das Verwaltungsgebäude, die Wohnungen für die Arbeiter und die Pferdeschmiede als ein ganzer Gebäudekomplex entworfen und errichtet. Im Jahr 1943 wurden die Stallungen erweitert.[10]

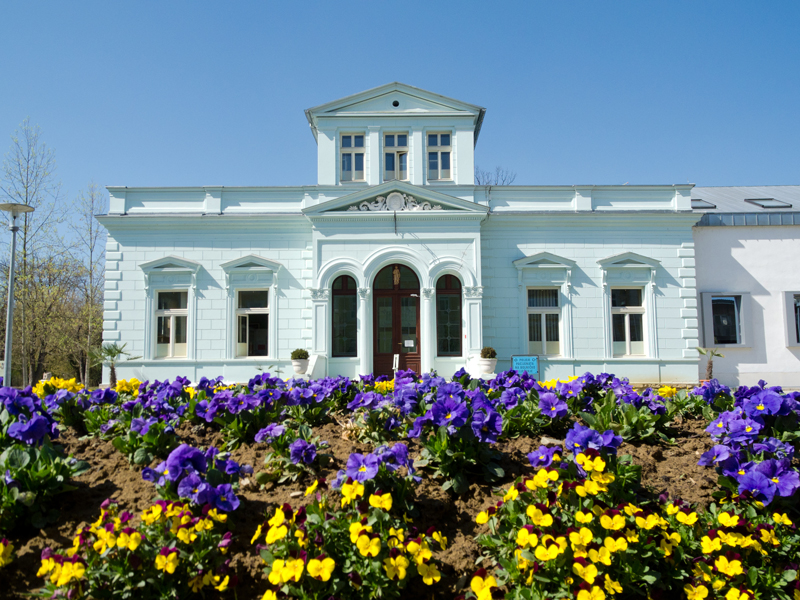
Krankenhaus
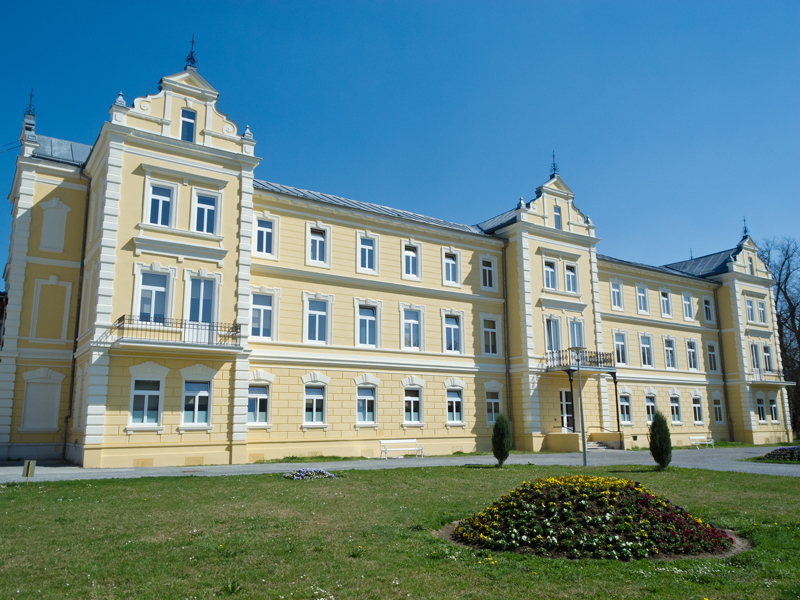
Medizinisches Zentrum und ehemaliges Kurhotel
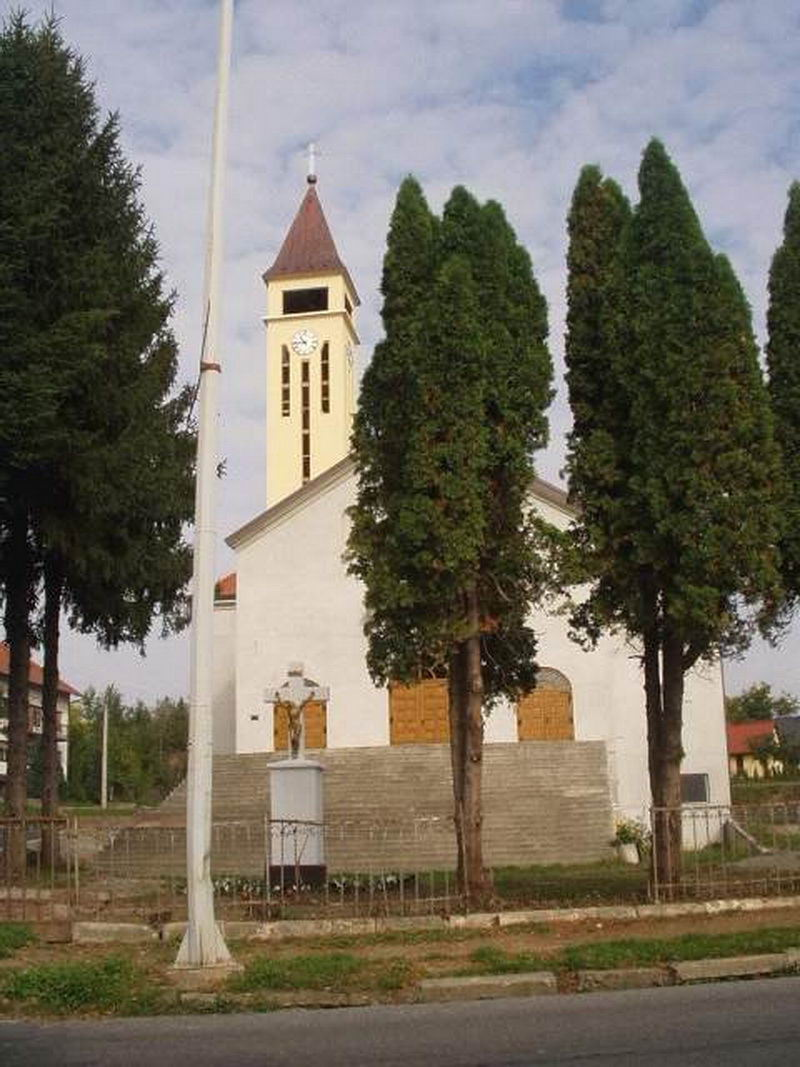
Katholische Kirche
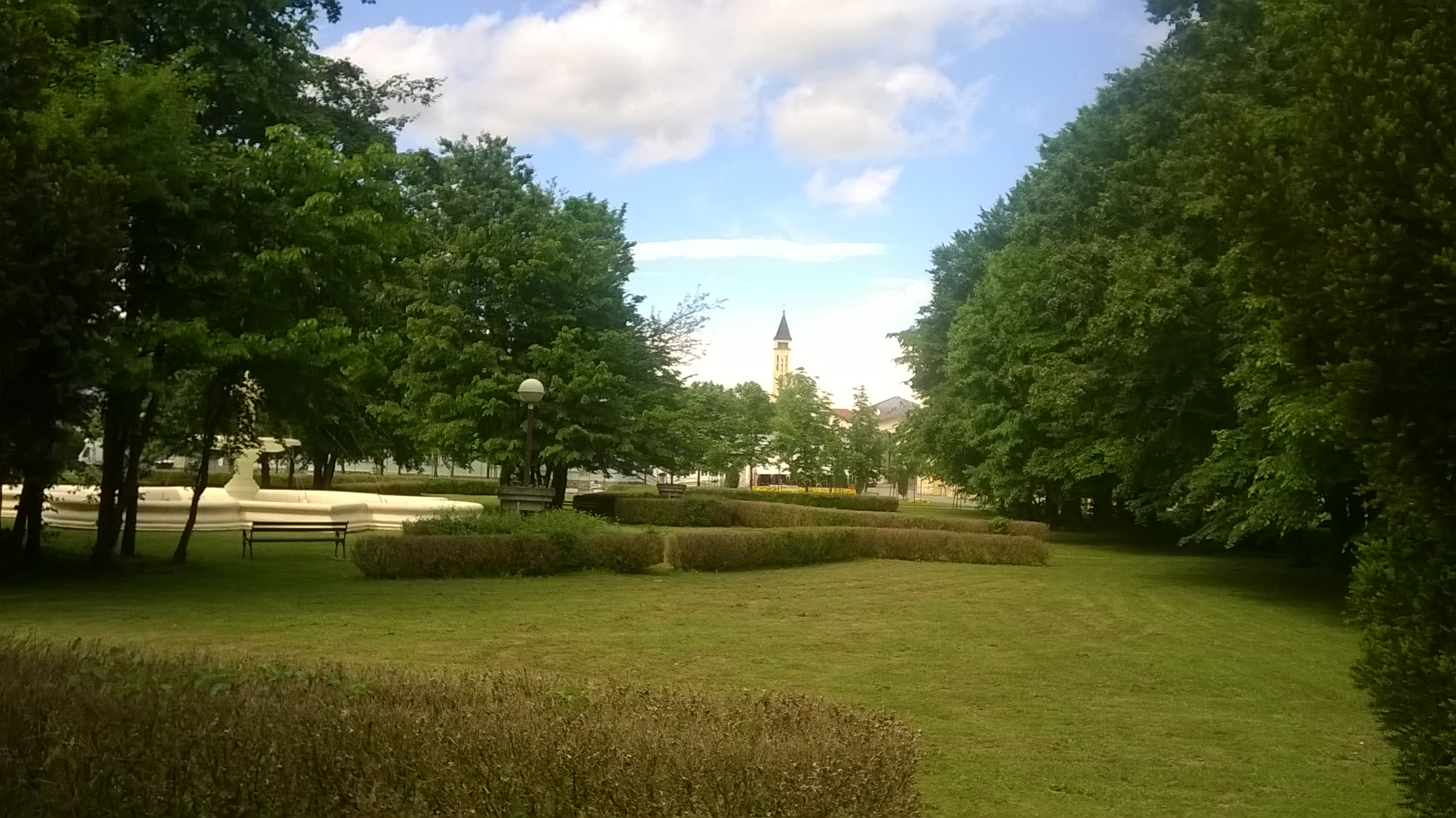
Stadtpark
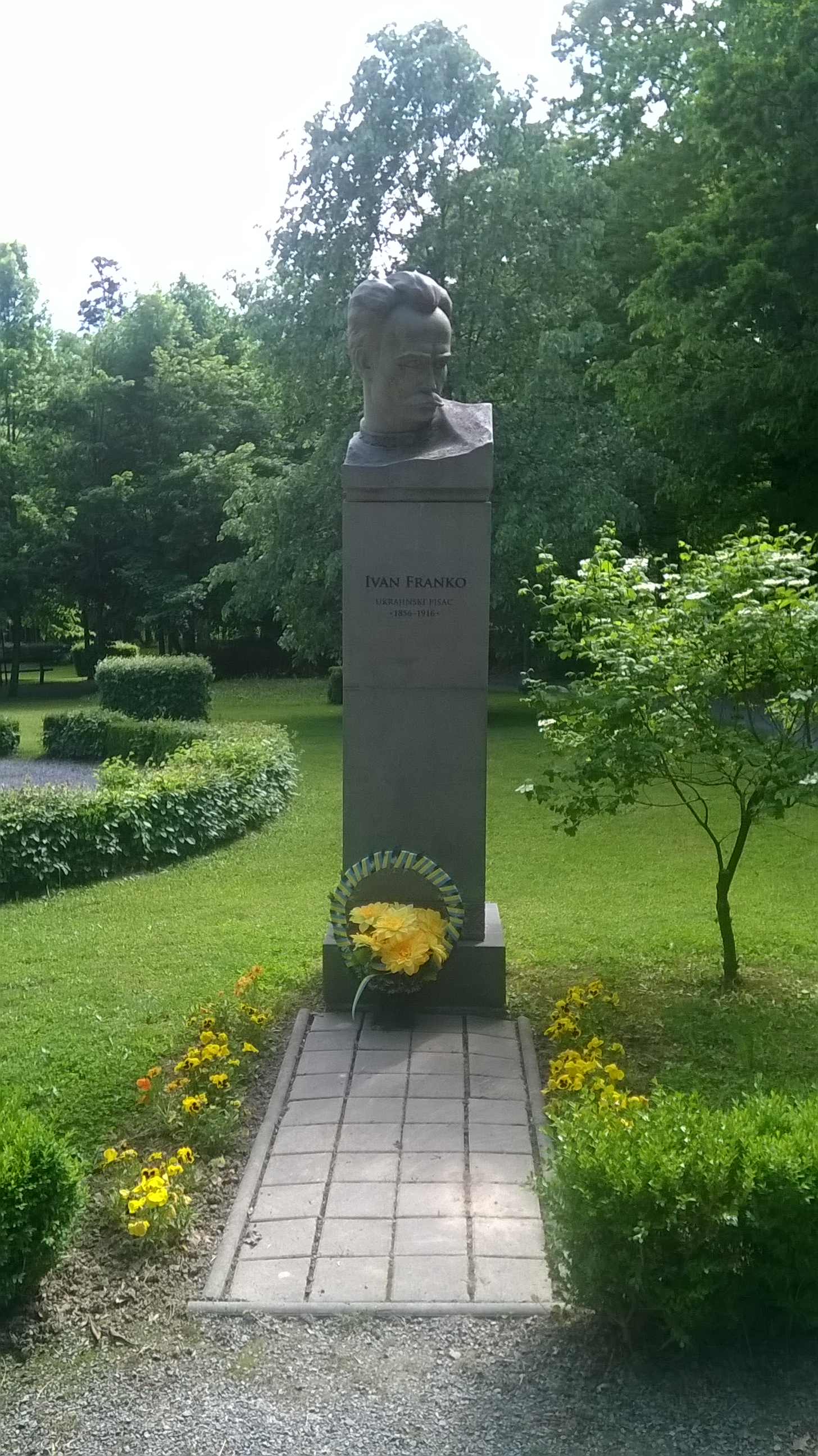
Statue im Park von Ivan Franko
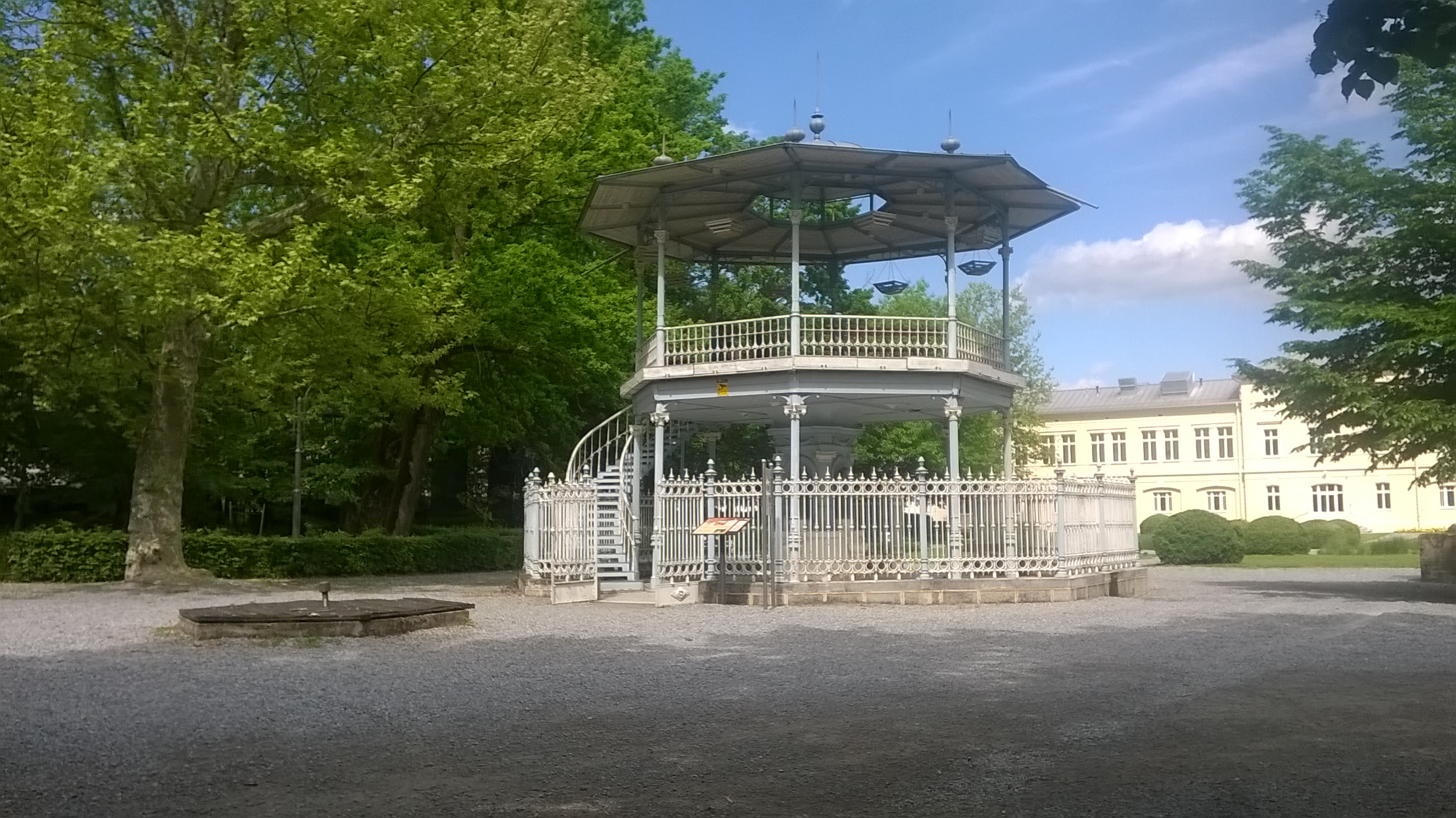
Wasserpavillon
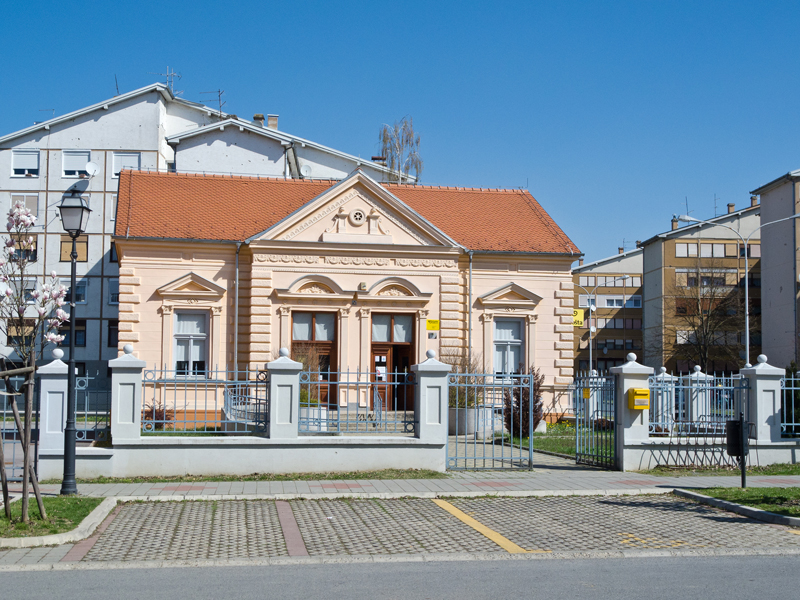
Posthaus
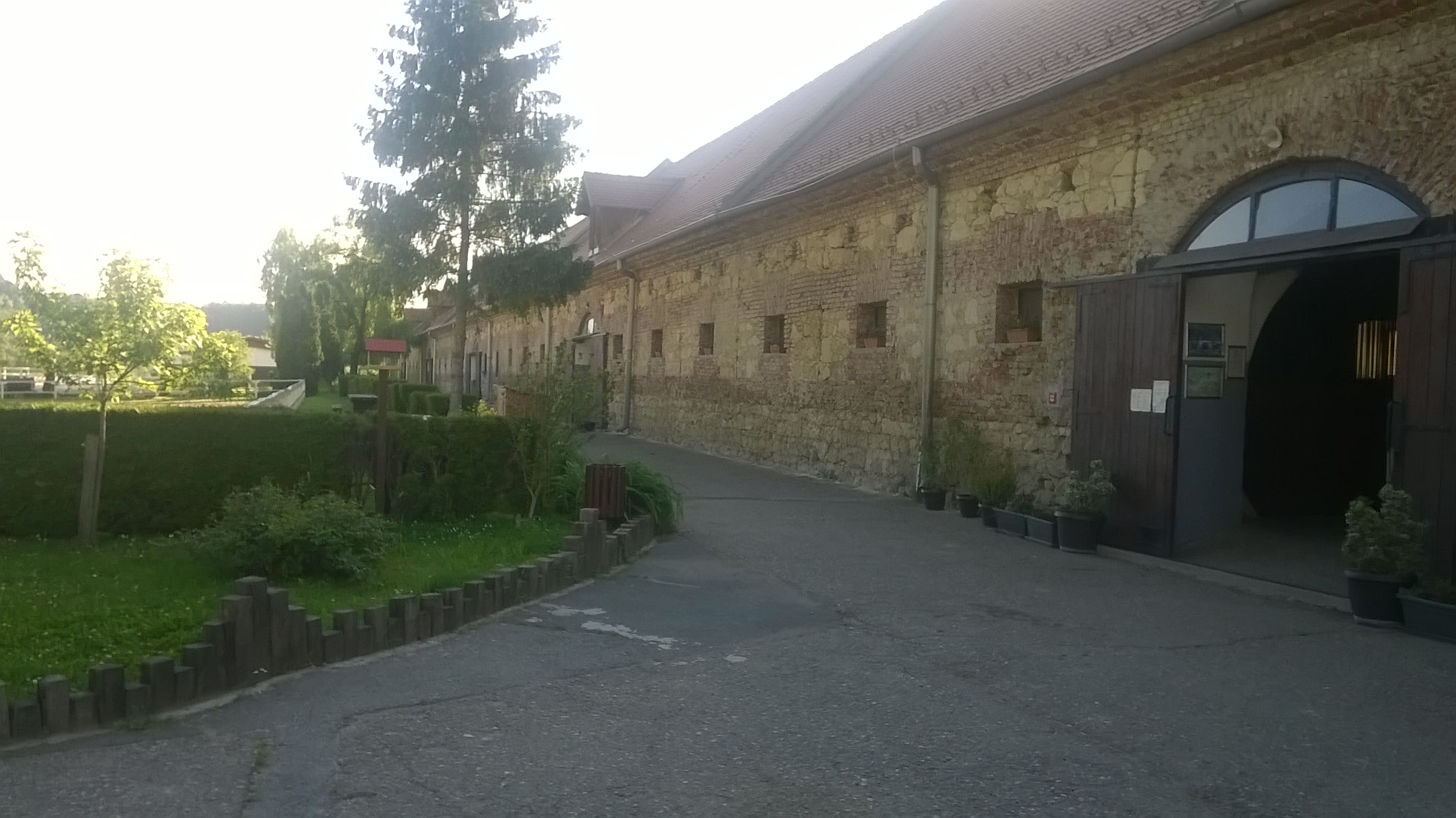
Lipizzanergestüt

## Persönlichkeiten
Milan Stipić (* 28. Dezember 1978) Bischof der griechisch katholischen Eparchie Križevci